# Альшаница (Брянская область)
Альшаница (Ольшаница) — упразднённое в 1964 году село на территории Брянского района Брянской области. Ныне микрорайон Альшаница в восточной части деревни Титовка Глинищевского сельского поселения Брянского района.

## География
Возникло на правом берегу реки Ольшанка.

## История
Впервые упоминается в 1621 году как владение братьев Безобразовых. В селе была построена Никольская церковь, но в годы смуты она была сожжена. Во второй половине XVII века село находится во владении стольника Н. Н. Спесивцева. в XVIII веке принадлежит Зиновьевым, построившим здесь суконную фабрику на 8 станов и новую деревянную церковь имени Николая Чудотворца с приделом Ильи Пророка. Далее селом владели Глотовы, Бородовицыны, Голицыны. в XIX веке село переходит В. И. Тютчеву, на средства которого в 1802 году был возведен новый каменный храм (закрыт в 1927 году, не сохранился). Позже село во владении Бартеневой, Климова, Гологанова.
В 1885 году была открыта церковно-приходская школа, где в 1909 году обучалось около 60 детей. Во время революционных волнений 1907 года неизвестными был сожжен дом местного священника Димитрия Добродеева. В 1909 году в селе произошёл сильный пожар, в результате которого из 57 альшаницких дворов сгорело 26.

### Административно-территориальная принадлежность
В XVII—XVIII веках село входило в состав Подгородного стана Брянского уезда; с 1861 по 1924 год в Елисеевской волости Брянского (с 1921 года — Бежицкого) уезда. 
В 1924—1929 годах село находится в составе Бежицкой волости. До 1954 — центр Альшаницкого сельсовета, затем в Меркульевском, с 1959 в Глинищевском сельсовете. В середине XX века — колхоз «Верный путь». С 1964 в составе деревни Титовка. 

## Население
Максимальное число жителей 400 человек (1905 год).